# West Lancashire (circonscription britannique)

Carte de la circonscription de West Lancashire

La circonscription de West Lancashire  est une circonscription située dans le Lancashire et représentée à la Chambre des communes du Parlement britannique.